# 孔傳勳
孔傳勳（?—?），直隸省天津府天津縣人，清朝政治人物、進士出身。
光緒三年（1877年），参加丁丑科殿試，登進士二甲第129名。同年五月，分部學習。